# Жик
Жик (фр. Gicq) насеље је и општина у западној Француској у региону Поату-Шарант, у департману Приморски Шарант која припада префектури Сен Жан д'Анжели.
По подацима из 2011. године у општини је живело 127 становника, а густина насељености је износила 21,27 становника/km². Општина се простире на површини од 5,97 km². Налази се на средњој надморској висини од 75 метара (максималној 98 m, а минималној 58 m).

## Демографија
| 1962. | 1968. | 1975. | 1982. | 1990. | 1999. | 2011. |
| ----- | ----- | ----- | ----- | ----- | ----- | ----- |
| 121   | 159   | 138   | 118   | 102   | 101   | 127   |

График промене броја становника у току последњих година